# Féronstrée et Hors-Château
Féronstrée et Hors-Château est un lieu-dit faisant partie du quartier administratif du centre à Liège. Il est situé au nord et en aval sur la rive gauche de la Meuse. Initialement situé hors des enceintes fortifiées (ce qui lui vaut sa dénomination), le lieu-dit est adossé à la colline de la citadelle. Ses deux artères principales sont Féronstrée et la rue Hors-Château.
Ce lieu possède un patrimoine architectural extrêmement riche.

## Lieux d'intérêt
- Collégiale Saint-Barthélemy
- Église Saint-Antoine
- Église Saint-Gérard
- de nombreux hôtels particuliers
- le musée d'Ansembourg
- le musée Curtius
- les anciennes Halles aux Viandes
- les escaliers de la montagne de Bueren
- les impasses du quartier Hors-Château
- le musée des beaux-arts
- le musée de la vie wallonne
- l'areine de Richonfontaine
- le temple du culte antoiniste
- la fontaine Montéfiore de la rue Moray

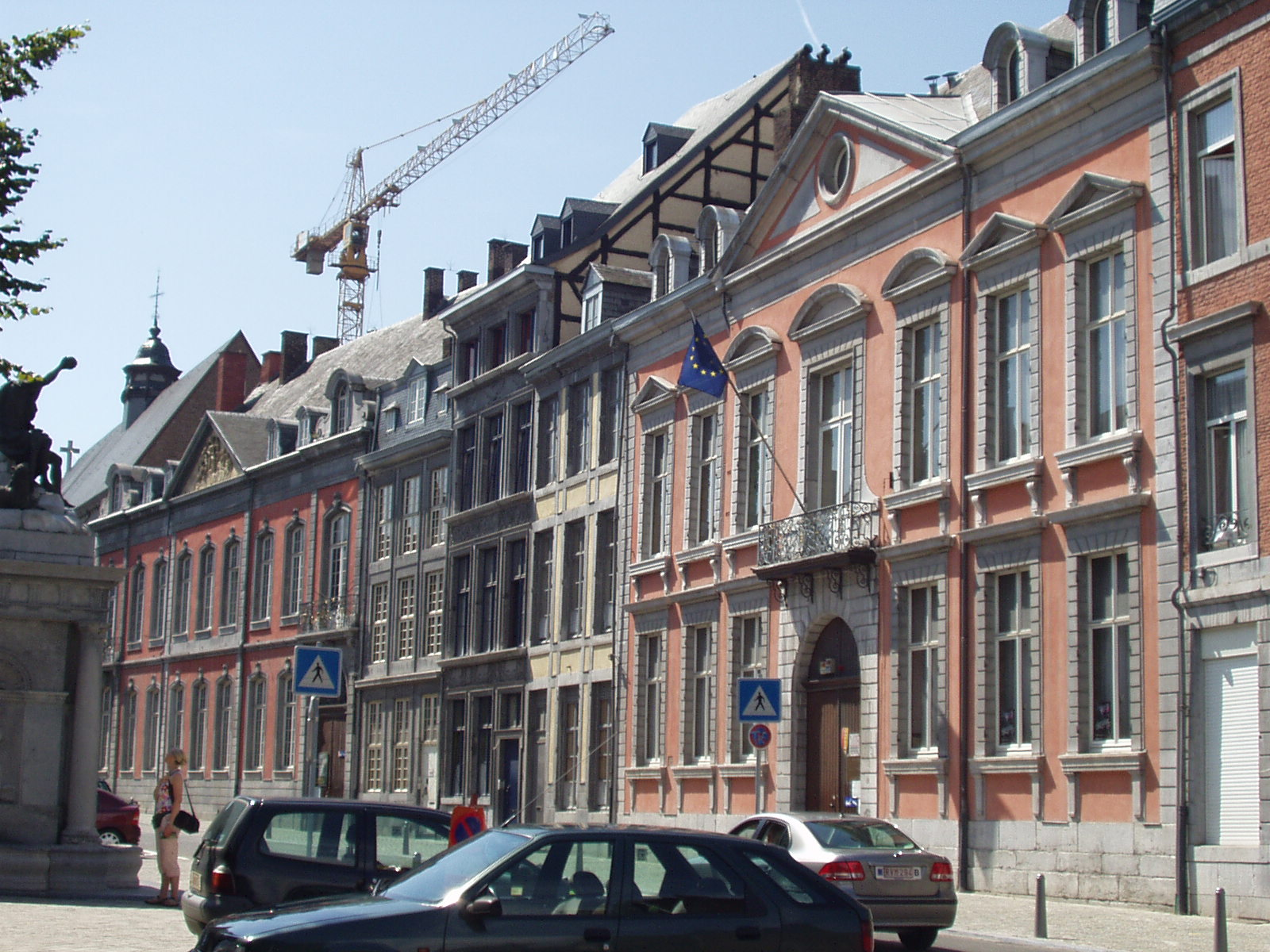
Façades classées de la rue Hors-Château
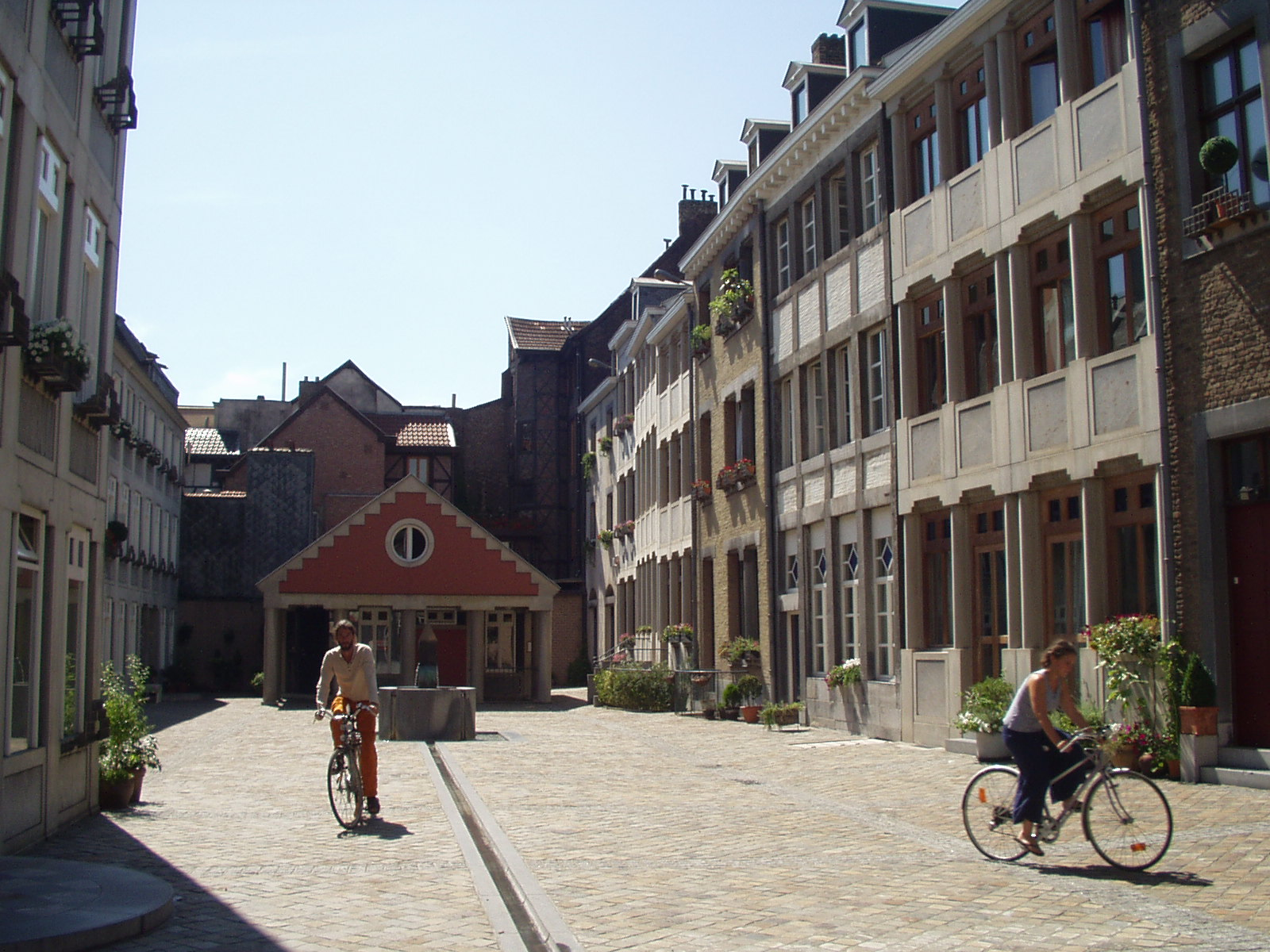
Cour Saint-Antoine, rénovée par Charles Vandenhove
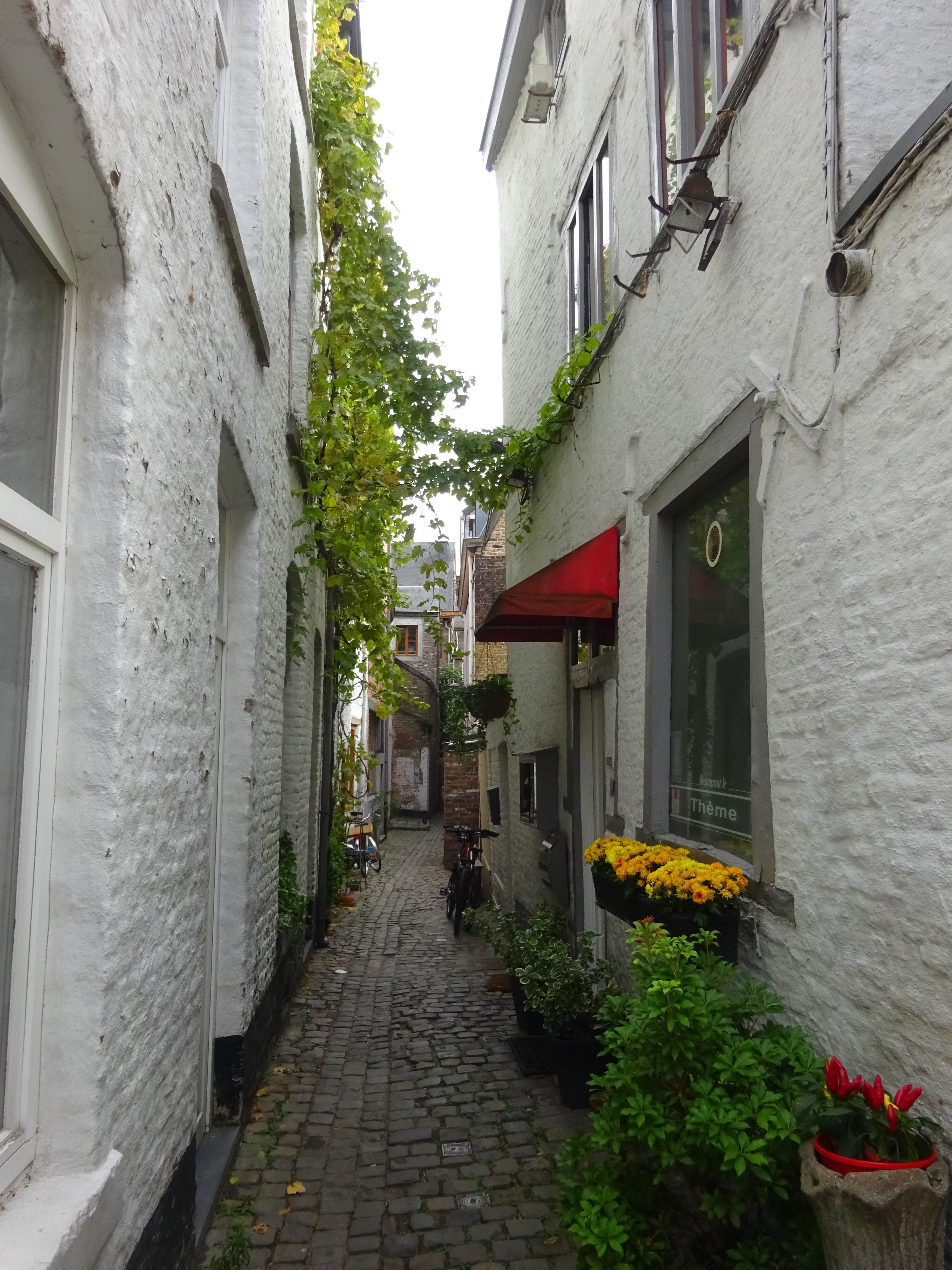
Impasse de la Couronne